# Carolina Moon
Carolina Moon (bra: Lua de Sangue ou Tormentos) é um telefilme produzido nos Estados Unidos em 2007, dirigido por Stephen Tolkin e com atuações de Claire Forlani e Oliver Hudson. Baseado no romance de 2000 Carolina Moon, de Nora Roberts, o filme fala sobre uma mulher com visões psíquicas que retorna à sua cidade natal para exorcizar seus demônios e encontra o perigo e o amor. Carolina Moon faz parte da coleção de filmes de Nora Roberts de 2007, que também inclui Angels Fall, Blue Smoke, e Montana Sky. O filme estreou em 19 de fevereiro de 2007 na Lifetime Television.

## Enredo
A jovem Tory Bodeen (Forlani) é abençoada - ou talvez amaldiçoada - com a clarividência. Sua melhor amiga de infância, Hope, é assassinada e ela deixa a cidade. Anos depois, ela volta para abrir uma loja de varejo. O pai de Tory, um fanático religioso abusivo e ex-condenado continua sendo o principal suspeito do assassinato não resolvido. Sua mãe é uma facilitadora fraca, acreditando que seu marido é um homem bom, e que Tory é má devido as suas habilidades paranormais.
Conforme o aniversário da morte de Hope se aproxima, Tory resolve enfrentar seus demônios, com a ajuda de seus amigos de infância - o primo de Tory, Wade (Willett), a irmã gêmea de Hope, Faith (Davis), e o irmão mais velho dos gêmeos Cade (Hudson), que percebe que sua paixão de infância por Tory não acabou. Seus amigos serão o suficiente para salvar Tory?

## Elenco
- Claire Forlani como Victoria 'Tory' Bodeen
- Oliver Hudson como Cade Lavelle
- Josie Davis como Faith Lavelle
- Jonathan Scarfe como Dwight Collier
- Chad Willett como Wade Mooney
- Jacqueline Bisset como Margaret Lavelle
- Shaun Johnston como Han Bodeen
- Greg Lawson como Chefe de Polícia Carl Russ
- Gabrielle Casha como a jovem Tory Bodeen
- Kade Phillips como o jovem Cade Lavelle
- Shae Keebler como jovem Faith Lavelle / Hope Lavalle
- Taison Gelinas como o jovem Dwight Collier
- Connor Robinson como o jovem Wade Mooney

## Produção
O filme teve produção executiva de Stephanie Germain e Peter Guber, que também fizeram sete outros filmes de Roberts para a Lifetime em 2007 e 2009.